# Svenska mästerskapen i dressyr 2011
Svenska mästerskapen i dressyr 2011 avgjordes i Helsingborg. Tävlingen var den 61:e upplagan av Svenska mästerskapen i dressyr.

## Resultat
| Placering | Ryttare           | Häst            |
| --------- | ----------------- | --------------- |
| 1         | Tinne Vilhelmsson | Don Auriello    |
| 2         | Rose Mathisen     | Bocelli         |
| 3         | Sofie Lexner      | Charming Boy 26 |